# Baxter Springs Independent Oil and Gas Service Station
O Baxter Springs Independent Oil and Gas Service Station é um posto de gasolina histórico localizado na Military Avenue, 940, em Baxter Springs, Kansas,Estados Unidos, ao longo da antiga rota da Rota 66. O posto foi construído em 1930 pela Independent Oil and Gas Company; a empresa se fundiu com a Phillips Petroleum no ano seguinte, e o posto se tornou um posto Phillips 66. O posto foi projetado no estilo Tudor Revival para se assemelhar a uma pequena casa de campo; esse estilo era popular entre os postos de gasolina na época, pois as empresas petrolíferas queriam que seus postos se encaixassem na arquitetura residencial próxima. Um anexo que servia como oficina de reparos de automóveis foi acrescentado ao posto entre 1930 e 1942. A Phillips operou o posto até 1958, e ele continuou a vender gasolina até a década de 1970. O prédio agora serve como o Centro de Visitantes da Rota 66 do Kansas.
O posto foi adicionado ao Registro Nacional de Lugares Históricos em 29 de agosto de 2003.